# Frederik Hey
Frederik Larsen Hey (21. februar 1857 i Odense – 17. oktober 1925 på Billeshave) var en dansk grosserer, konsul, godsejer og politiker.
Han var søn af vinhandler F.W. Hey og hustru f. Larsen og drev firmaet, der bar faderens navn. Han var oplært ved handelen i København og udlandet (særlig Bordeaux), overtog faderens forretning 1891; siden 1908 passiv deltager; ledede i 1907 sammenslutningen at de fleste danske glasværker, der senere blev ejet og drevet af A/S Kastrup Glasværk. Han var kgl. spansk vicekonsul 1895-1916. Fra 1919 til sin død ejede han herregården Billeshave på Fyn.
Medlem af Odense Byråd 1897-1902; værge for Skt. Knuds Kirke i Odense i fra 1891; medlem af Landstinget fra 1902 (frikonservativ); i tilsynsrådet for Kongeriget Danmarks Hypotekbank; Medstifter af og formand for Østifternes Hypotek-Forening; medstifter af og i forretningsudvalget for Genforsikrings-aktieselskabet Skandinavia; medlem af Fyens Disconto Kasses repræsentantskab ; i bestyrelsen for Dansk Eksportforening; formand for A/S Kastrup Glasværk, formand i direktionen for Fyens kommunale Telefonselskab og formand for A/S De forenede Spritfabrikker; formand for og leder af AB Kosdala Glasbruk i Sverige; formand for A/S Bryggeriet Odense; medlem af Toldrådet 1910; kgl. kommissarius i Den sjællandske Bondestands Sparekasses likvidationsafdeling; medlem af Sparekasse- og Bankkommissionen i henhold til Lov af 13. april 1910.
Hey blev Ridder af Dannebrog 1898, Dannebrogsmand 1908, Kommandør af 2. grad 1911 og af 1. grad 1923 og bar flere udenlandske ordener.
Han var gift med Kristine Lucia født Sommer (19. april 1861 i Stenløse ved Odense – 11. august 1934 på Montebello), datter af sognepræst Jensenius Sommer (død 1873) og hustru f. Gjellebøl (død 1902).
Frederik Hey er begravet på Hellerup Kirkegård.
Der findes portrætmalerier af Herman Vedel fra 1920 (tidl. i Forsikringsselskabet Skandinavia) og af Knud Larsen fra 1909. Fotografier af Julius Folkmann.